# Her's
Her's sono stati un gruppo musicale indie rock e folk inglese originario di Liverpool, composta da Stephen Fitzpatrick (voce e chitarra) e Audun Laading (basso e voce secondaria). Nel maggio del 2017 furono pubblicate le prime tracce, nel loro primo album Song of Her's, che nell'agosto del 2018 fu seguito dalla pubblicazione del loro secondo ed ultimo album, Invitation to Her's.
Il 27 marzo 2019, il duo e il loro tour manager persero tragicamente la vita in un incidente stradale nei pressi di Centennial, in Arizona, mentre erano in tour negli Stati Uniti.

## Storia del gruppo
La band si è formata nel 2015 e ha pubblicato il suo singolo di debutto, "Dorothy", il 7 aprile 2016. Si sono esibiti al Green Man Festival Rising Stage 2016. Una compilation di nove tracce intitolata Songs of Her's è stata pubblicata il 12 maggio 2017. La compilation ha ricevuto quattro stelle dalla rivista The Skinny.
La band ha poi pubblicato l'album Invitation to Her's per l'etichetta Heist o Hit Records il 24 agosto 2018. L'esibizione della band al South by Southwest del 2019 ad Austin, è stata presentata su BBC Music Introducing.

## Morte
Il 27 marzo 2019, la band è stata in tournée in Nord America per promuovere il loro album di debutto, Invitation to Her’s.
Dopo un concerto a Phoenix, in Arizona, erano diretti a Santa Ana, in California, quando il loro furgone è stato investito da un camioncino che andava nella direzione sbagliata sull'autostrada. La polizia dice che non sono stati identificati segni di frenata prima dell'impatto.
Il conducente del pick-up, un californiano di 64 anni, è morto nell'incidente, portando con sé le vite dei due membri del gruppo, di 24 e 25 anni, nonché del loro manager Trevor Engelbrektson, 37.

## Discografia

### Album in studio
- Songs of Her's (2017)
- Invitation to Her's (2018)

### Singoli
- Dorothy/What Once Was (2016)
- Marcel (2016)
- Speed Racer (2017)
- I'll Try (2017)
- Loving You (2017)
- Love on the Line (Call Now) (2018)
- Low Beam (2018)
- Harvey (2018)
- Under Wraps (2018)